# Obispo Trejo

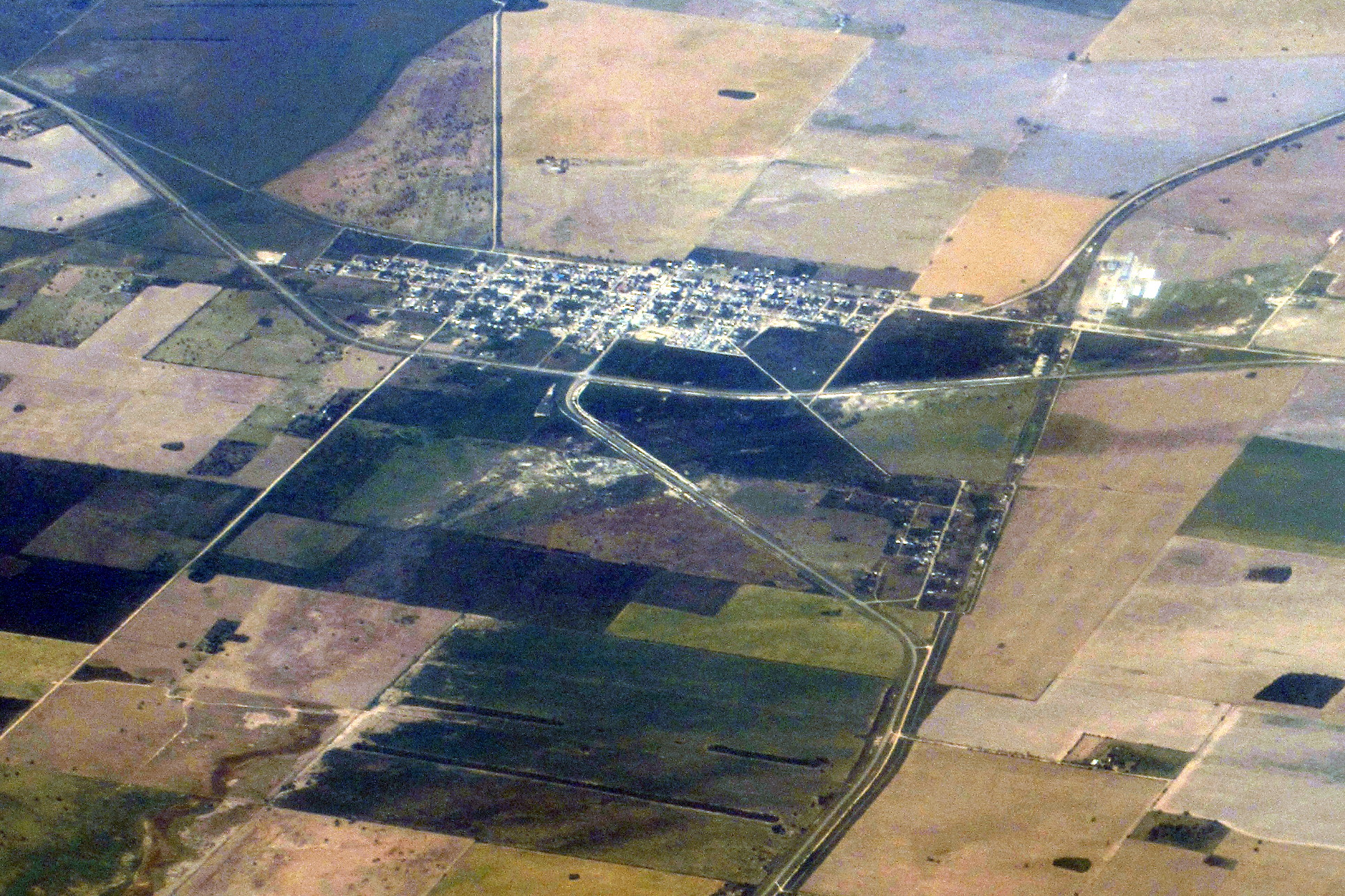
Obispo Trejo

Obispo Trejo é um município da província de Córdova, na Argentina.